# Maeve Donnelly
Maeve Donnelly is een Ierse violiste, afkomstig uit Kylemore, Abbey bij Loughrea in Oost-Galway, Ierland, een streek waar de traditionele muziek bloeit. Zij woont nu in Quin, County Clare.
Maeve speelt viool sinds haar vijfde jaar en won haar eerste  All-Ireland Fiddle Competitie toen zij negen was. Daarna won zij nog twee All-Ireland fiddle-titels en de  National Slogadh Competitie voor Solo Fiddle en The Stone Fiddle Competition in County Fermanagh in 1981. Zij trad op in de middeleeuwse kastelen in Bunratty en Knappogue.
Zij is onder de indruk van het spel van haar oudere collega's Joe Cooley (accordeon), Paddy Fahy (viool), Tommy Potts (viool) en Willie Clancy (uilleann pipes); zij hadden grote invloed op haar spel.
In 1976 was Maeve op tournee in de Verenigde Staten; gedurende die tournee maakte zij met Maighread Ní Dhomhnaill, Sean Corcoran en Eddie Clarke het album Sailing into Walpoles Marsh. Als een van de oprichters van de groep Moving Cloud (1989-2000) heeft zij op een aantal belangrijke festivals in de Verenigde Staten gespeeld en opnamen gemaakt.
Op haar soloalbum Maeve Donnelly speelt zij op de Clare en Galway-manier maar ook met elementen van het vioolspel uit Nova Scotia en Quebec in Canada.
Op dit album zijn ook te horen haar medespelers: Dermot Byrne accordeon, Geraldine Cotter (piano), Peadar O'Loughlin (fluit), Steve Cooney (gitaar) en haar drie broers Mal, Declan en Aidan.

## Discografie
- Sailing into Walpole’s Marsh met Mairéad Ní Domhnaill, Sean Corcoran, Eddie Clarke, Maeve Donnelly. - 1976
- Ed. Reavy compilatiealbum met Ed. Reavy composities.
- Moving Cloud met Paul Brock, Manus McGuire, Kevin Crawford, Carl Hession, Maeve Donnelly - 1995
- Foxglove met Moving Cloud - 1998
- Her Infinte Variety - Celtic Women - compilatiealbum.
- Éigse Dhiarmuidín - Live recordings in concert.
- Touch Me if You Dare met Ronan Browne, Peadar O’Loughlin.
- Piano + Geraldine Cotter.
- Maeve Donnelly

- MusicBrainz: 9fb709b7-386c-4eb1-89d4-bb985891f0b1